# Josh Trank

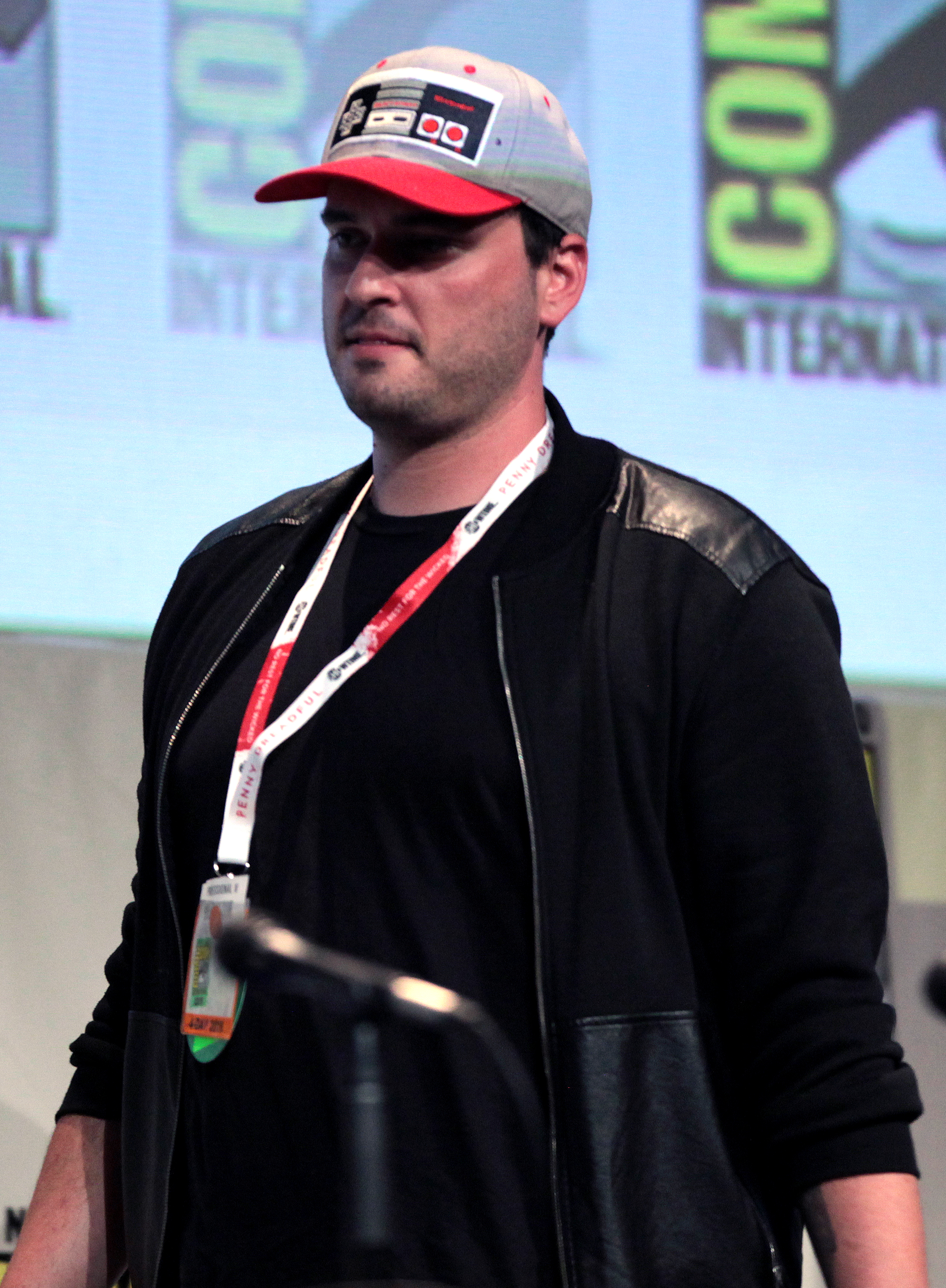
Josh Trank

Joshua Benjamin Trank (* 19. Februar 1984 in Los Angeles, Kalifornien) ist ein US-amerikanischer Film- und Fernsehregisseur.

## Leben
Trank trat erstmals 2007 als Regisseur und Drehbuchautor für fünf Folgen der Serie The Kill Point in Erscheinung und war im Anschluss an drei Projekten als Filmeditor beteiligt. 2012 führte er Regie bei dem Superhelden/Science-Fiction-Film Chronicle – Wozu bist Du fähig?, der sowohl an den Kinokassen als auch bei Kritikern zum Erfolg wurde.
Im Jahr 2015 erschien sein zweiter Spielfilm, ein Reboot der Fantastic Four. Der Film, bei dem Trank auch am Drehbuch mitarbeitete, stieß größtenteils auf vernichtende Kritiken und gilt mit einem geschätzten Verlust von 80 bis 100 Millionen Dollar als größter Flop des Kinojahres 2015. Trank war zuvor engagiert worden, den zweiten Teil einer eigenständigen Star-Wars-Filmreihe zu inszenieren, verließ dieses Projekt aber nach dem Erscheinen von Fantastic Four im Mai 2015. Im Interview mit der Los Angeles Times begründete Trank seine Entscheidung damit, dass er sich nach der Kritik zunächst kleineren Projekten widmen wolle.
Sein nächster Film Capone über den Gangsterboss Al Capone, für dessen Drehbuch er auch verantwortlich zeichnete, wurde am 12. Mai 2020 per Video-on-Demand veröffentlicht. Obwohl die schauspielerische Leistung Tom Hardys oft positiv hervorgehoben wurde, stieß der Film eher auf verhaltene bis negative Kritiken.

## Filmografie
- 2007: The Kill Point (Fernsehserie)
- 2012: Chronicle – Wozu bist Du fähig? (Chronicle)
- 2015: Fantastic Four
- 2020: Capone